# Без сигнала
Без сигнала (енгл. Unplugging) амерички је хумористички филм из 2022. године у режији Дебре Нил Фишер, по сценарију Бреда Мориса и Мета Волша. У филму глуме: Ева Лонгорија, Леа Томпсон, Кит Дејвид, Никол Бајер и Ал Мадригал. Vertical Entertainment је објавио филм у САД 22. априла 2022. године. Blitz Film & Video Distribucija га је објавио у Србији 12. маја 2022. године.

## Радња
Мислите да је рустикални одмор без мобилне услуге, интернета или друштвених медија романтичан начин да поправите свој брак и сексуални живот? Размислите поново. Упознајте Дена и Џенин Дјуверсон. Једина варница у њиховој спаваћој соби је из зидне утичнице. Најбољи пријатељ њихове ћерке је њен iPad. Ден више неће издржати и планира миран, опуштајући викенд у удаљеном планинском граду. Без деце, без телефона, без друштвених медија, само чист ваздух и пуно романтике. Али оно што почиње као савршени викенд брзо постаје катастрофално са неземаљским сусретима, јаким јестивим намирницама, мрзовољним мештанима и досадним једнооким псом. Без GPS-а који би их водио или друштвених медија који би спречили њихову досаду, Ден и Џенин су приморани да се поново повежу једно са другим. Може ли „дигитална детоксикација” заиста спасити њихов брак и разум?

## Улоге
| Глумац          | Улога              |
| --------------- | ------------------ |
| Мет Волш        | Ден Дјуверсон      |
| Ева Лонгорија   | Џенин Дјуверсон    |
| Леа Томпсон     | Бренда Перкинс     |
| Кит Дејвид      |                    |
| Никол Бајер     | полицајка Дан      |
| Ал Мадригал     | Хуан               |
| Џони Пембертсон | Тим                |
| Хала Финли      | Елизабет Дјуверсон |
| Морган Волш     | Флоренс            |
| Емет Волш       | Карлито            |
| Пат Волш        | Френк              |